# Sevilla Linces 2018
Questa voce raccoglie le informazioni riguardanti i Sevilla Linces nelle competizioni ufficiali della stagione 2018.

## XVII Liga Andaluza de Futbol Americano

### Stagione regolare
| Palomares del Río 3 dicembre 2017, ore 12:00 | Mairena Blue Devils | 28 – 6 referto | Sevilla Linces | Polideportivo |

| Santiponce 14 gennaio 2018, ore 12:00 | Sevilla Linces | 3 – 46 referto | Fuengirola Potros | Estadio Juan Muñoz Romero |

| Almería 27 gennaio 2018, ore 16:00 | Almería Barbarians | 44 – 7 referto | Sevilla Linces | Estadio de la Juventud "Emilio Campra" |

| Malaga 18 febbraio 2018, ore 12:00 | Málaga Corsairs | 13 – 9 referto | Sevilla Linces | Campo de fútbol José Gallardo |

| Santiponce 4 marzo 2018, ore 12:00 | Sevilla Linces | 12 – 43 referto | Mairena Blue Devils | Estadio Juan Muñoz Romero |

| Santiponce 18 marzo 2018, ore 12:00 | Sevilla Linces | 45 – 0 referto | El Puerto Seagulls | Estadio Juan Muñoz Romero |

## Statistiche di squadra
| Competizione      | %Vittorie | In casa | In casa | In casa | In casa | In casa | In casa | In trasferta | In trasferta | In trasferta | In trasferta | In trasferta | In trasferta | Totale | Totale | Totale | Totale | Totale | Totale |
| Competizione      | %Vittorie | G       | V       | N       | P       | Pf      | Ps      | G            | V            | N            | P            | Pf           | Ps           | G      | V      | N      | P      | Pf     | Ps     |
| ----------------- | --------- | ------- | ------- | ------- | ------- | ------- | ------- | ------------ | ------------ | ------------ | ------------ | ------------ | ------------ | ------ | ------ | ------ | ------ | ------ | ------ |
| Stagione regolare | .167      | 3       | 1       | 0       | 2       | 60      | 89      | 3            | 0            | 0            | 3            | 22           | 85           | 6      | 1      | 0      | 5      | 82     | 174    |
| Totale            | .167      | 3       | 1       | 0       | 2       | 60      | 89      | 3            | 0            | 0            | 3            | 22           | 85           | 6      | 1      | 0      | 5      | 82     | 174    |